# Hidrohalogenación de alquenos
La hidrohalogenación de alquenos es una reacción química que permite obtener a partir de un alqueno un derivado monohalogenado.

## Mecanismo de reacción
Para representar el mecanismo de reacción se utilizará como ejemplo el ácido bromhídrico; sin embargo, el mecanismo es válido también para los demás halógenos. En el mecanismo, las formas moleculares entre corchetes indican estructuras inestables, los cuales no son aislables, mientras transcurre la reacción y el símbolo ‡ indica un estado de alta energía, el cual es crítico para que se produzca la reacción en sentido directo.

### 1) Formación del carbocatión
Inicialmente ocurre la adición electrofílica (AE) del protón en el carbono menos sustituido; produciéndose un intermediario de reacción carbocatión.

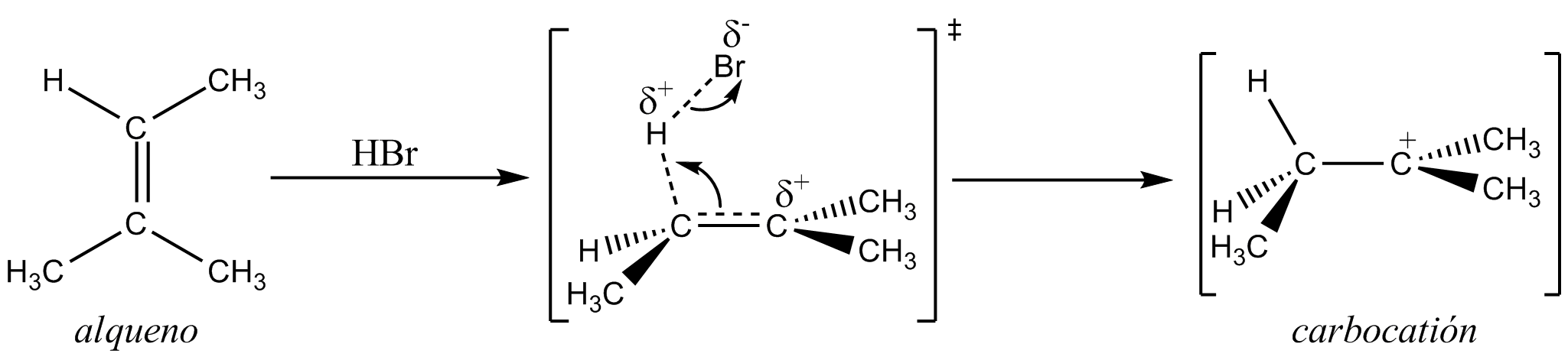
Hidrohalogenación (Parte I).

### 2) Obtención del derivado monohalogenado
Posteriormente se produce la adición nucleofílica (AN) de halogenuro, la cual puede ocurrir con estereoquímica sin o anti.